# Víctor Manuel Fernández
Kardinál Víctor Manuel Fernández (* 18. července 1962, Alcira Gigena, Argentina) je argentinský římskokatolický duchovní, emeritní arcibiskup v La Plata a prefekt Dikasteria pro nauku víry. Při konzistoři 30. září 2023 jej papež František jmenoval kardinálem.

## Život
Po kněžském svěcení v roce 1986 získal na římské Gregorianě licenciát z biblické teologie, doktorát z teologie získal na teologické fakultě Papežské katolické univerzity v Argentině roku 1990. Působil jako vyučující na téže fakultě, byl i jejím děkanem. Záhy se stal teologickým spolupracovníkem arcibiskupa Jorgeho Bergoglia, zejména v době, kdy byl předsedou Argentinské biskupské konference. Bergoglio jej 15. prosince 2009 jmenoval rektorem Papežské katolické univerzity v Argentině (CUA), ale proti jeho jmenování se postavila tehdejší Kongregace pro nauku víry. Až po vyjasnění Fernándezových teologických pozic se mohl v květnu 2011 oficiálně ujmout úřadu. 
Po zvolení kardinála Bergoglia papežem v roce 2013 byl jako první rektor CUA jmenován titulárním arcibiskupem. Po rezignaci arcibiskupa Aguera na post arcibiskupa laplatského byl Fernández jmenován jeho nástupcem. Je považován za jednoho z hlavních spoluautorů exhortace Evangelii gaudium, encykliky Laudato si’ a exhortace Amoris laetitia; je označován za hlavního ghostwritera papeže Františka. 
Dne 1. července 2023 jej papež František jmenoval do čela Dikasteria pro nauku víry a v osobním dopise psaném španělsky mu vysvětlil jak chápe pojetí jeho nastávajícího úřadu.

## Publikované monografie
- Salir de sí. Plenitud de conocimiento y de vida en san Buenaventura, Ediciones del Icala, Córdoba 1991.
- San Juan y su mundo. Comentario al cuarto Evangelio, San Pablo, Buenos Aires 1992.
- El Apocalipsis y el tercer milenio, San Pablo, Buenos Aires-Bogotá 1998.
- Un Padre. Encuentros con la primera Persona, Paulinas, Buenos Aires 1999.
- Encuentros con la Eucaristía, Paulinas, Buenos Aires 1999.
- Actividad, espiritualidad y descanso, San Pablo, Madrid 2001.
- La gracia y la vida entera, Herder, Barcelona 2003.
- Claves para vivir en plenitud, San Pablo, Madrid 2003.
- Teología espiritual encarnada. Profundidad espiritual en acción, San Pablo, Buenos Aires 2004
- La oración pastoral, San Pablo, Buenos Aires 2006.
- Valores argentinos o un país insulso, Bouquet, Buenos Aires 2006.
- Aparecida. Guía-Comentario al documento y otros aportes, San Pablo, Buenos Aires 2007.
- Cómo interpretar y comunicar la Palabra de Dios. Métodos y recursos prácticos, San Pablo, Buenos Aires 2008.
- Pablo apasionado. De Tarso hasta su plenitud, San Pablo, Buenos Aires 2008.
- Conversión pastoral y nuevas estructuras, Agape, Buenos Aires 2010.
- Gracia. Nociones básicas para pensar la vida nueva, Agape, Buenos Aires 2010.
- La fuerza sanadora de la mística, San Pablo, Buenos Aires 2012.
- La fuerza transformadora de la mística, San Pablo, Buenos Aires 2013.
- Il progetto di Francesco, EMI, Bologna 2014.
- Dar da mangiare, dar da bere, EMI, Bologna 2015.
- El fruto del Espíritu Santo. Una vida diferente es posible, San Pablo, Buenos Aires 2019.
- Río de alabanza. Sólo Dios, Agape, Buenos Aires 2022.
- Catequesis con Espíritu, Agape, Buenos Aires 2023.